# Johannes Naber

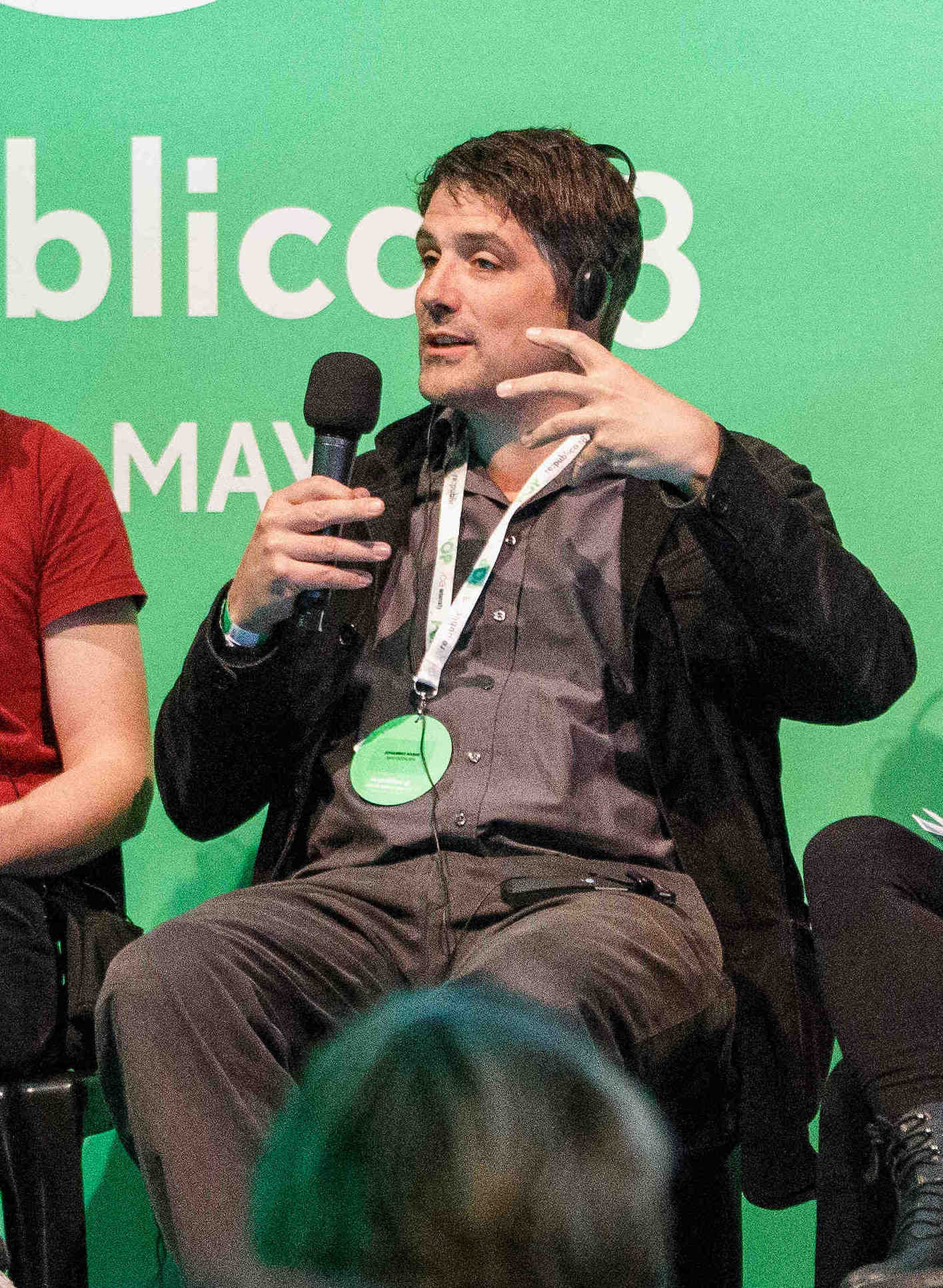
Johannes Naber (2018)

Johannes Naber (* 28. Mai 1971 in Baden-Baden) ist ein deutscher Filmregisseur und Drehbuchautor.

## Leben und Wirken
Johannes Naber studierte an der Filmakademie Baden-Württemberg und schloss das Studium 1999 mit dem Diplom im Fachbereich Regie Dokumentarfilm ab. Es folgten zuerst mehrere, teils abendfüllende Dokumentarfilme und eine Laufbahn als Oberbeleuchter.
Er lebt und arbeitet in Berlin.

### Karriere
An seinem ersten Spielfilm, dem Migrationsdrama Der Albaner, arbeitete er fast zehn Jahre. Der Film wurde 2010 mit dem Silver George des Internationalen Filmfestivals in Moskau und 2011 mit dem Max-Ophüls-Preis ausgezeichnet; viele nationale und internationale Auszeichnungen folgten. Sein zweiter abendfüllender Spielfilm Zeit der Kannibalen feierte 2014 in der Sektion Perspektive Deutsches Kino der Berlinale Premiere. Der Film wurde mit dem Deutschen Filmpreis in Bronze ausgezeichnet und vom Verband der deutschen Filmkritik zum besten Film des Jahres 2014 gewählt.
Im Herbst 2016 erschien die Märchenverfilmung Das kalte Herz in den deutschen Kinos. Auf der Berlinale 2020 präsentierte Naber den Spielfilm Curveball – Wir machen die Wahrheit, der sich mit der gleichnamigen Agentenaffäre befasst. Das Werk wurde in drei Kategorien für den Deutschen Filmpreis 2021 nominiert, darunter Naber für das beste Drehbuch (gemeinsam mit Oliver Keidel) und gewann unter anderem den Deutschen Filmpreis in Bronze.
Naber ist Mitglied der Deutschen Filmakademie und im Bundesverband Regie (BVR).

## Filmografie
- 2008: Nordwand (Drehbuch)
- 2010: Der Albaner (Regie und Drehbuch)
- 2014: Zeit der Kannibalen (Regie)
- 2016: Das kalte Herz (Regie und Drehbuch)
- 2020: Curveball – Wir machen die Wahrheit (Regie und Drehbuch)

## Auszeichnungen
- 2009: Preis der deutschen Filmkritik für Nordwand
- 2010: Silver George des Internationalen Filmfestivals in Moskau für Der Albaner
- 2011: Max-Ophüls-Preis für Der Albaner
- 2014: Bestes Drehbuch und Beste Regie für Zeit der Kannibalen (Verband der deutschen Filmkritik)
- 2014: Förderpreis der DEFA-Stiftung für junges Kino
- 2015: Deutscher Filmpreis in Bronze für Zeit der Kannibalen
- 2015: Deutscher Filmpreis, Bestes Drehbuch für Zeit der Kannibalen
- 2021: Deutscher Filmpreis in Bronze für Curveball – Wir machen die Wahrheit
- 2025: Thomas Strittmatter Drehbuchpreis für Wachen[6]